# Родимушкин, Владимир Александрович
Влади́мир Алекса́ндрович Роди́мушкин (22 декабря 1921, Москва, РСФСР — 15 января 1986) — советский гребец, серебряный призёр Олимпийских игр. Заслуженный мастер спорта СССР (1952).

## Карьера
Участник Великой Отечественной войны.
На Олимпиаде в Хельсинки Владимир в составе восьмёрки выиграл серебряную медаль.
Трёхкратный чемпион Европы в гребле на восьмёрке. Чемпион СССР 1948 года в гребле на парной двойке, чемпион 1951 года в гребле на четвёрке с рулевым, в 1946, 1947, 1952, 1953, 1954 и 1956 годах чемпион в гребле на восьмёрке.

## Награды
- Медаль «За трудовую доблесть» (27.04.1957) — «за успехи, достигнутые в деле развития массового физкультурного движения в стране, повышения мастерства советских спортсменов, и успешное выступление на международных соревнованиях»